# Pierre-Joseph Bourcet
Pierre-Joseph Bourcet, francoski general in pedagog, * 1700, † 1780.
1. 1 2  data.bnf.fr: platforma za odprte podatke — 2011.
2. 1 2  SNAC — 2010.
3. 1 2  GeneaStar